# Torre von Tappa
Der Torre von Tappa, auch Casteddu di Tappa, ist eine zwischen natürlichen Felsaufschlüssen errichtete Anlage der Torre-Kultur in der Gemeinde Porto-Vecchio auf Korsika in Frankreich. Der Komplex liegt im Verhältnis zu anderen Monumenten der Kultur mit etwa 60 m über Meereshöhe nicht allzu hoch.
Innerhalb der Felsformation und der 1,5–2 m hohen und 2–3 m breiten Umfassungsmauern liegen die Grundmauern einer Hütte mit zwei Herdstellen, ein Abri und das eigentliche Torre-Monument. Das etwas zerstörte, runde Monument, das im Grundriss an nuraghische Vorbilder anknüpft, gehört zu den ältesten torreanischen Bauwerken. Man fand es mit dem Gestein eines Gewölbes bedeckt. Der mit Platten gedeckte Zugang zur Cella steigt stufenförmig empor. Es ist neben derjenigen in der Torre von Foce die einzige Treppe, die man in einem torreanischen Monument entdeckt hat. 

Torre von Tappa
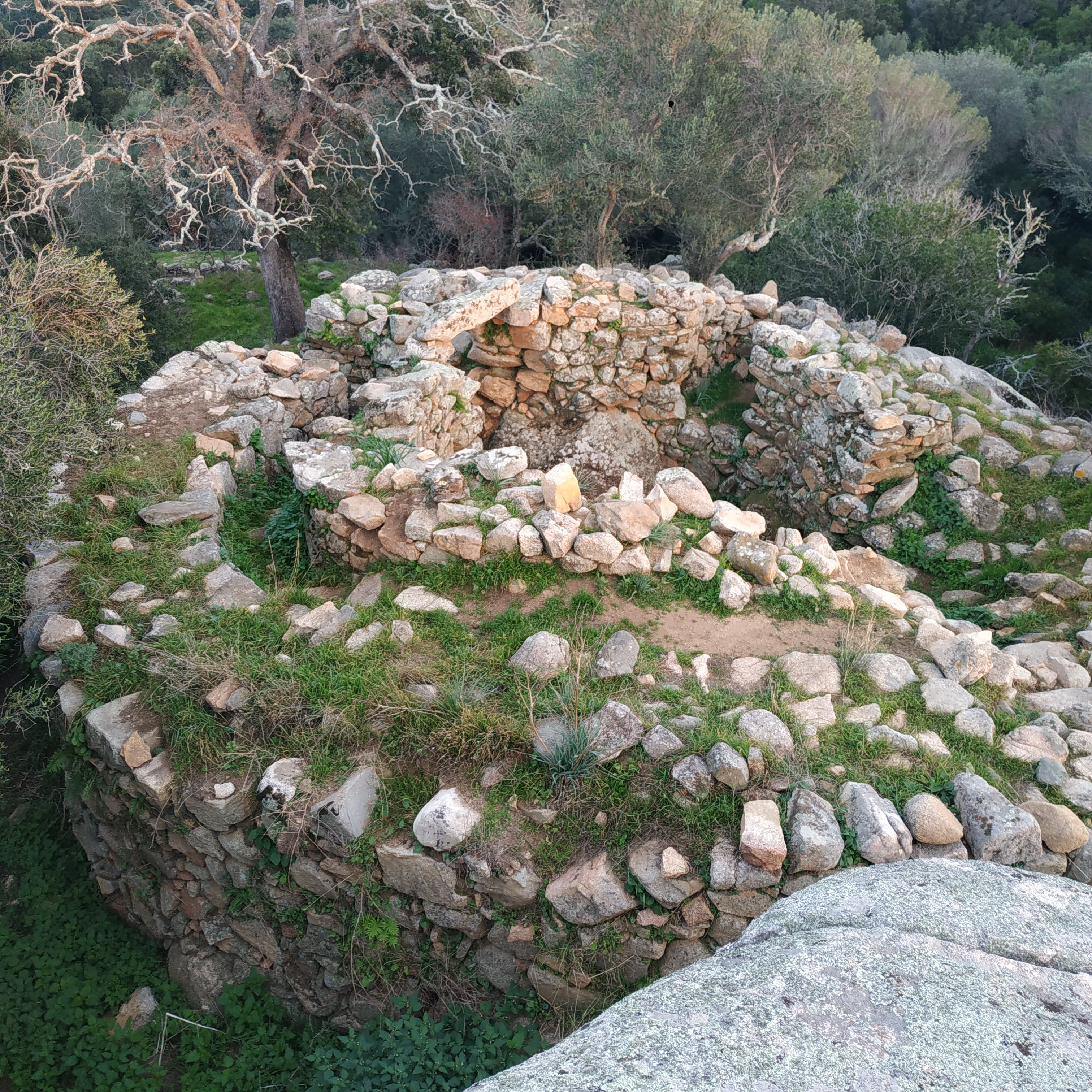
Torre von Tappa
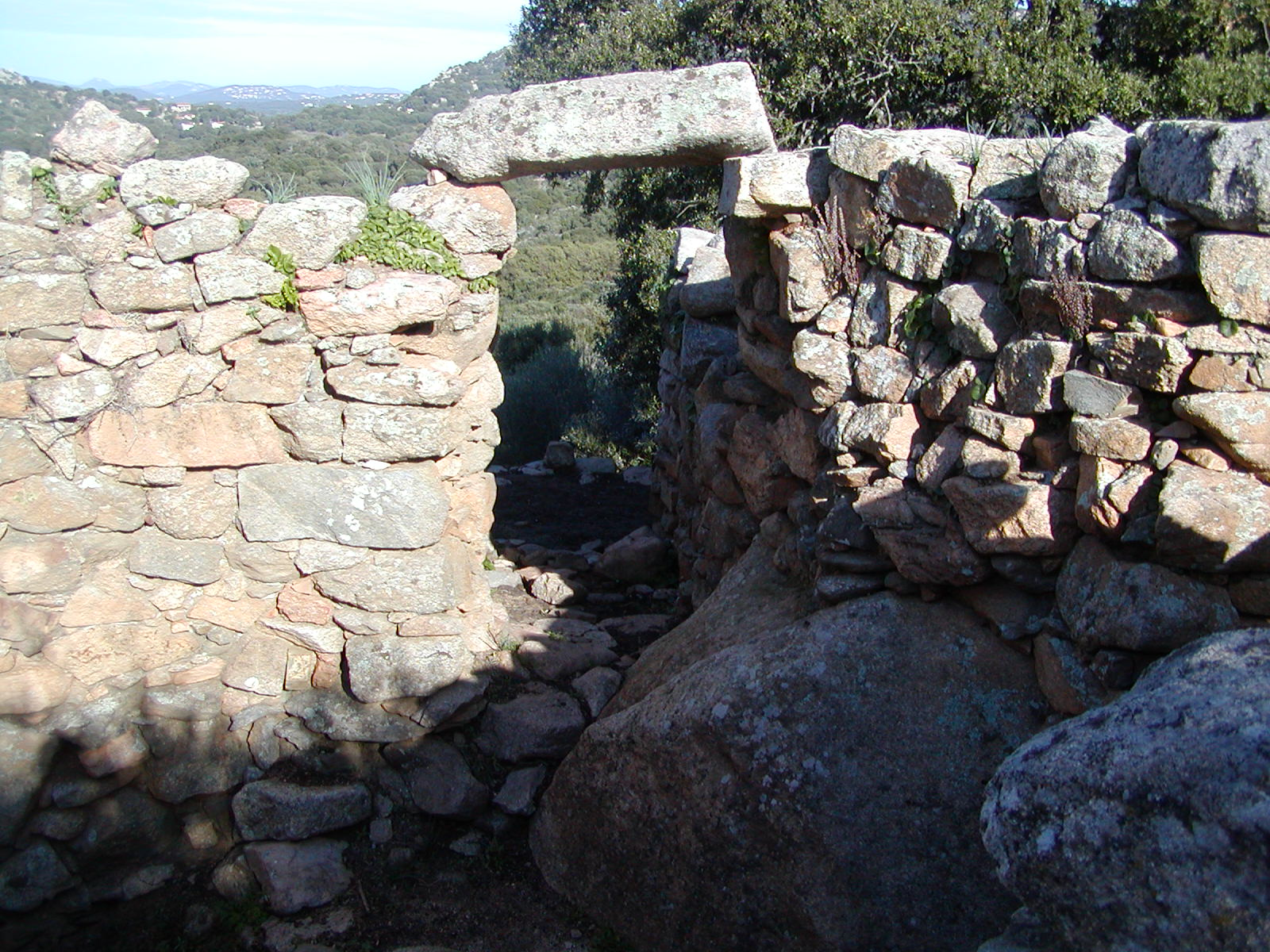
Eingang von innen
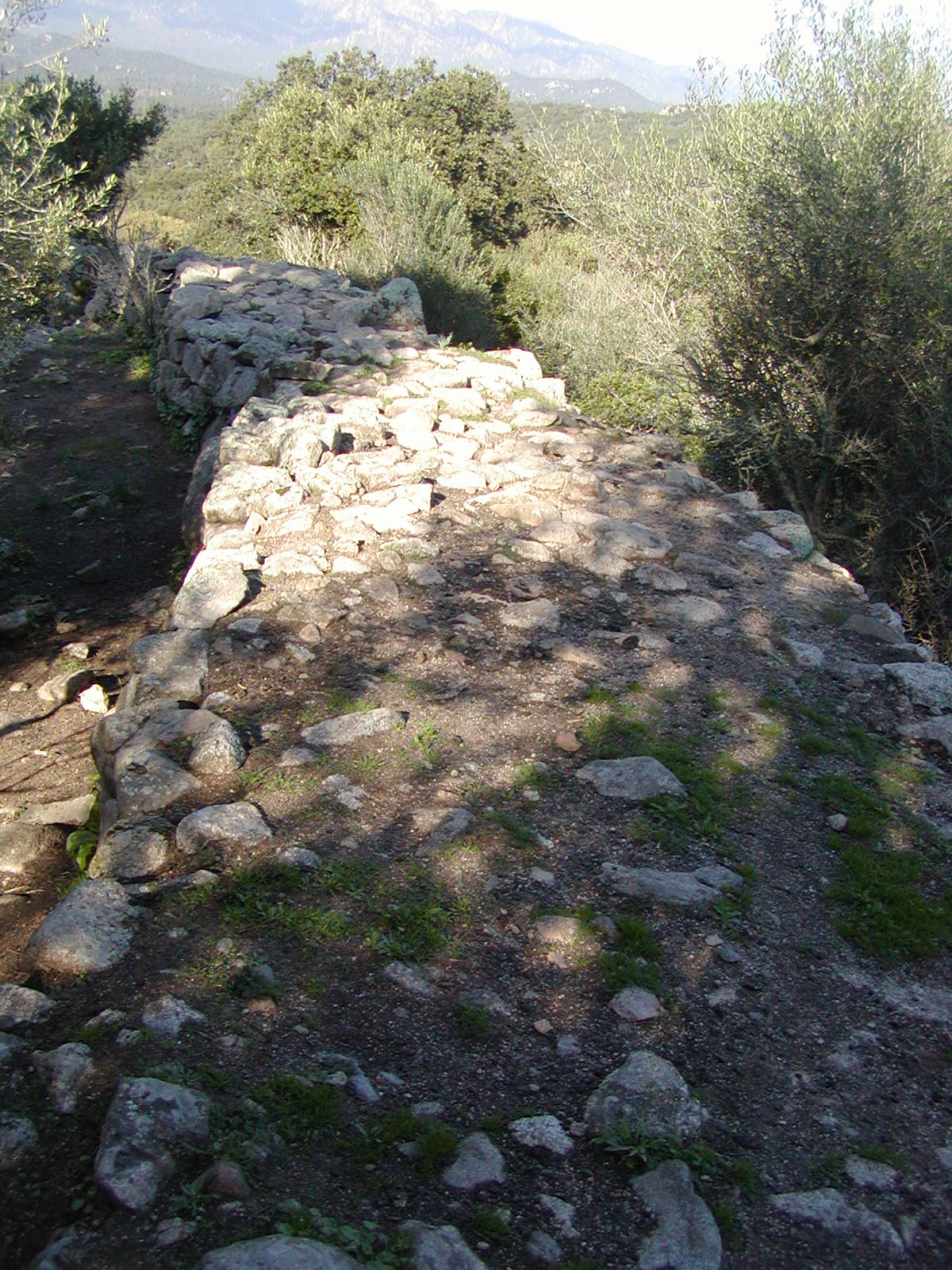
Mauer
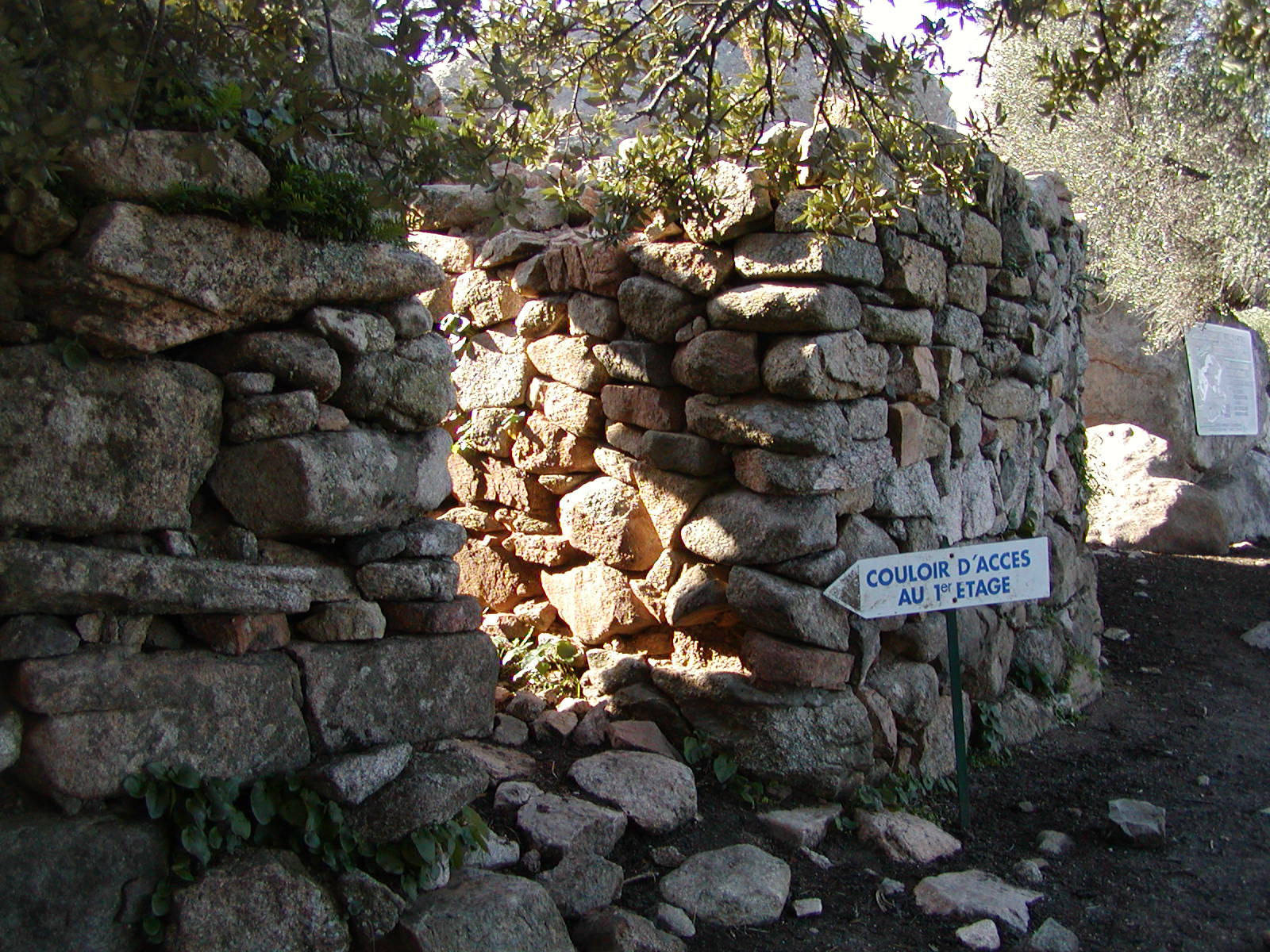
Eingang von außen

Die halb umlaufenden Seitennischen diente nach Roger Grosjean, der die Anlage in den 1960er Jahren untersuchte, kultischen Zwecken. Ein Felsen in der Mitte der Cella war von mehreren Schichten bedeckt: Die oberste Schicht bestand aus Humus, die zweite enthielt Steine und Ton des zusammengebrochenen Gewölbes, das eventuell eine Abzugsöffnung für die Feuerstelle hatte, in der dritten Schicht fand man zahlreiche Feuerstellen, Mahl- und Schleifsteine bzw. deren Bruchstücke.
Mittels der Radiokohlenstoffmethode datierte man die letzte Nutzung des Komplexes auf 1907 v. Chr. Eine weitere Datierung ergab 2218 v. Chr., so dass diese Anlage etwa 300 Jahre genutzt wurde. Die aus Keramik (Urnen, Vasen) und dem Fragment einer bronzenen Schwertklinge bestehenden Funde werden im Musee de Prehistoire Corse in Sartène aufbewahrt.